# Paragymnopteris vestita
Paragymnopteris vestita är en kantbräkenväxtart som först beskrevs av Nathaniel Wallich och Karel Presl, och fick sitt nu gällande namn av K. H. Shing. Paragymnopteris vestita ingår i släktet Paragymnopteris och familjen Pteridaceae. Inga underarter finns listade.